# Rieutort (affluent de l'Ariège)
Pour les articles homonymes, voir Rieutort.
Le Rieutort ou Rieu Tort est une rivière du sud de la France, dans le département de la Haute-Garonne et un sous-affluent de la Garonne par l'Ariège.

## Géographie
De 9,9 km de longueur, le Rieutort prend sa source sur la commune de Beaumont-sur-Lèze dans la Haute-Garonne et se jette dans l'Ariège en rive droite sur la commune de Vernet en face de Venerque.

## Départements et communes traversés
- Haute-Garonne : Vernet, Lagardelle-sur-Lèze, Grepiac, Beaumont-sur-Lèze, Miremont.

## Principaux affluents
- Ruisseau du Pissanel : 3,6 km
- Ruisseau de Loutsaut : 1,8 km